# Stadsklocktornet, Dubrovnik
Stadsklocktornet (kroatiska: Gradski zvonik) är ett klocktorn i Dubrovnik i Kroatien. Klocktornet ligger vid Stradun i Gamla stan och är en av stadens sevärdheter och landmärken.

## Historik och arkitektur
Det ursprungliga klocktornet uppfördes 1444 och var 31 m högt. Metallplattan, klockvisarna som visar månfasen och träfigurerna som visar tiden utarbetades av Luka Mihočin. Träfigurerna, kallade Maro och Baro, är utbytta mot kopior i brons. Originalen finns i Dubrovniks stadsmuseum i Sponzapalatset. Den stora klockan utarbetades 1506 av Ivan Rabljanin. Klocktornet skadades i jordbävningen 1667 och det förelåg därefter en risk för att det skulle rasa. 1929 uppfördes av denna anledning ett nytt klocktorn enligt gamla ritningar.

### Fotnoter
1. 1 2 3  Dubrovniks turistförening Arkiverad 23 februari 2014 hämtat från the Wayback Machine. (kroatiska)
2. ↑  Sitiunescoadriatico.org Arkiverad 1 februari 2014 hämtat från the Wayback Machine. (kroatiska)